# Centranthus ruber

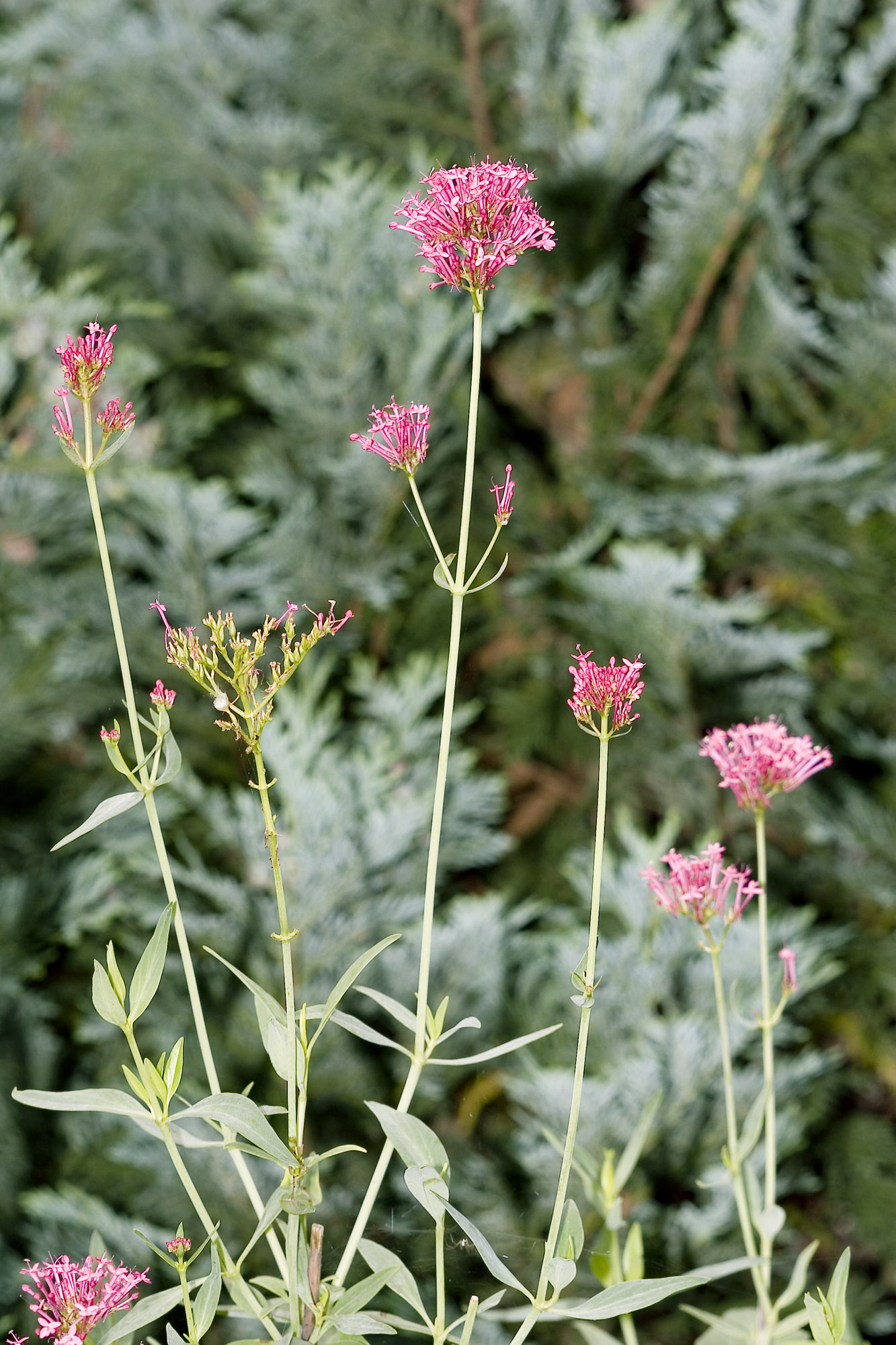
Centranthus ruber.

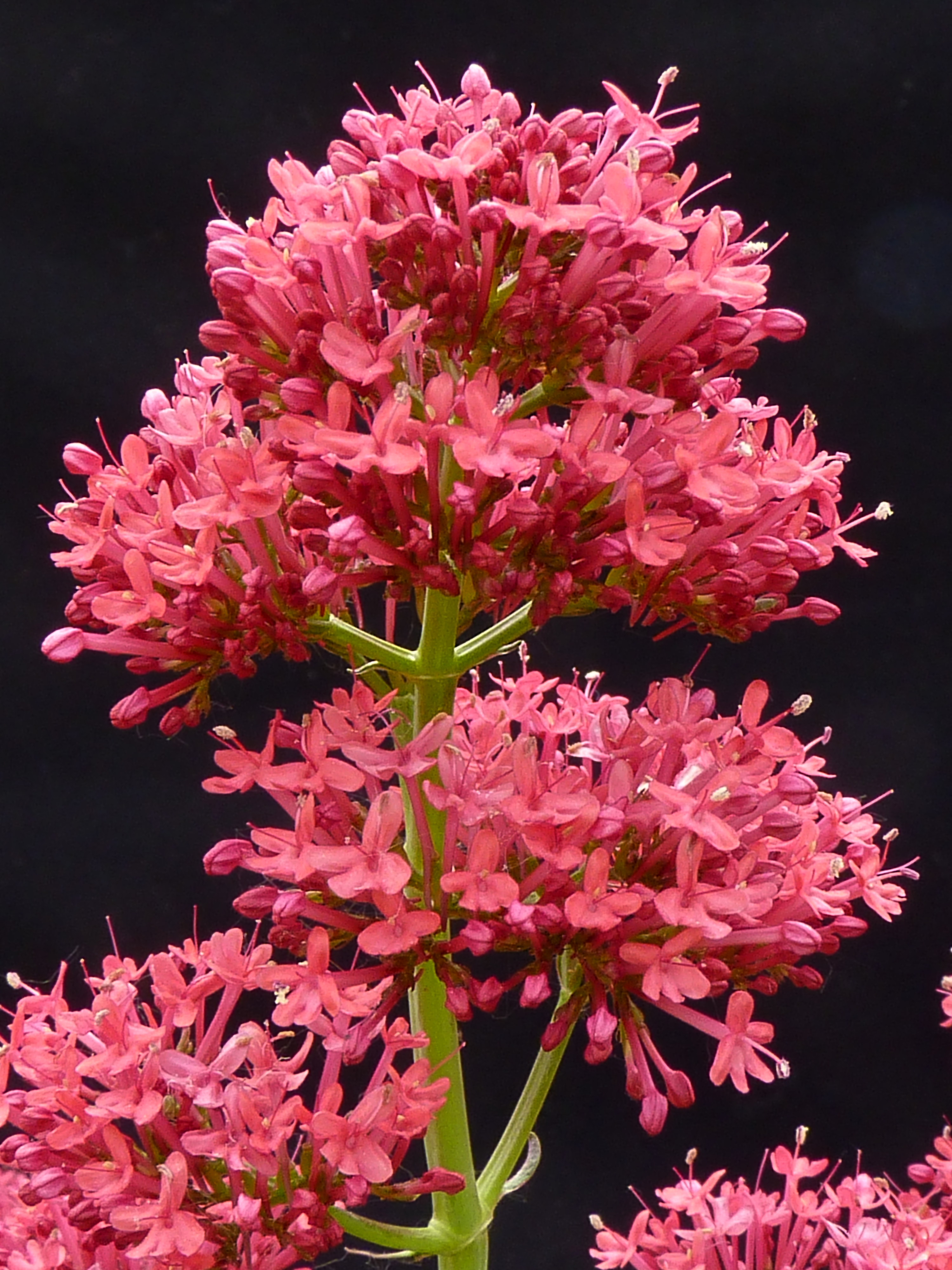
Inflorescencia.

Centranthus ruber es una especie de plantas de la familia de las valerianáceas.
Algunos de sus nombres comunes son centranto, valeriana roja, milamores y alfeñique. Esta planta crece en el sur de Europa, Asia menor y norte de África, en terrenos calcáreos y rocosos.

## Descripción
Es una planta con tallo redondeado y liso, con ramas en su base que alcanza los 30-60 cm de altura. Las hojas de 5 cm de largo son algo carnosas, opuestas, enteras o poco dentadas y acabadas en punta. Las flores son muy numerosas y tienen la corola de color rosado o rojo con espuela y se agrupan en corimbos densos. El fruto es un pequeño aquenio.

## Propiedades
- Sus hojas se consumen en ensalada o cocidas como verduras.
- Ejerce un efecto similar a la valeriana.
- Antiespasmódico.[1]

## Como especie invasora
Debido a su potencial colonizador y constituir una amenaza grave para las especies autóctonas, los hábitats o los ecosistemas, esta especie ha sido incluida en el Catálogo Español de Especies Exóticas Invasoras, regulado por el Real Decreto 630/2013, de 2 de agosto, estando prohibida en Canarias su introducción en el medio natural, posesión, transporte, tráfico y comercio.

## Taxonomía
Centranthus ruber fue descrita por (Carlos Linneo) Augustin Pyrame de Candolle y publicado en Flore Française. Troisième Édition 4: 239, en el año 1805.
Etimología
Centranthus: nombre genérico que deriva de las palabras griegas:
kéntron = ‘aguijón’, ‘espolón’, etc".; y ánthos = ‘flor’. Las flores, en este género, tienen espolón.
ruber: epíteto latino que significa ‘de color rojo’.
Citología
Número de cromosomas de Centranthus ruber (fam. Valerianaceae) y táxones infraespecíficos: 2n=32.
Sinonimia
- Centranthus latifolius Dufr.
- Centranthus marinus Gray
- Centranthus maritimus Gray
- Centranthus maritimus DC.
- Kentranthus ruber (L.) Druce
- Valeriana alba Mazziari
- Valeriana florida Salisb.
- Valeriana hortensis Garsault
- Valeriana rubra L.[7]

## Nombre común
- Castellano: alfeñiques, alfinetes, amores mil, andianeta, barba de Júpiter, centranto, disparates, hierba de San Jorge, hierba de San Juan, milamores, mil amores, sopas en vino, valeriana de espolón, valeriana de espuela, valeriana de jardín, valeriana encarnada, valeriana roja.